# Qualificazioni al campionato mondiale maschile di pallamano 2015 - Europa
Le qualificazioni europee per il Campionato mondiale maschile di pallamano 2015 si sono svolte in due fasi. La Spagna, campione del mondo in carica, è qualificata automaticamente alla fase finale.

Nella prima fase di qualificazione, le 20 squadre che non hanno partecipato al Campionato europeo 2014 sono state divise in 5 gruppi di 4 squadre. Le vincitrici dei gruppi, insieme alle peggiori 12 classificate del Campionato europeo, hanno disputato i play-off per stabilire le altre qualificate al Campionato mondiale.

## Prima fase
Il sorteggio dei gironi si è svolto il 27 giugno 2013. Le partite si sono disputate dal 30 ottobre 2013 al 12 gennaio 2014.

### Gruppo 1
| Pos. | Squadra   | Pt | G | V | N | P | GF  | GS  | DR  |
| ---- | --------- | -- | - | - | - | - | --- | --- | --- |
| 1.   | Lituania  | 9  | 6 | 4 | 1 | 1 | 145 | 132 | +13 |
| 2.   | Georgia   | 6  | 6 | 3 | 0 | 3 | 149 | 156 | +5  |
| 3.   | Finlandia | 5  | 6 | 2 | 1 | 3 | 143 | 139 | +4  |
| 4.   | Turchia   | 4  | 6 | 2 | 0 | 4 | 146 | 156 | -10 |

|           | Finlandia (bandiera) | Georgia (bandiera) | Lituania (bandiera) | Turchia (bandiera) |
| --------- | -------------------- | ------------------ | ------------------- | ------------------ |
| Finlandia |                      | 36 – 24            | 20 – 20             | 26 – 20            |
| Georgia   | 26 – 19              |                    | 26 – 23             | 33 – 26            |
| Lituania  | 24 – 23              | 23 – 17            |                     | 32 – 26            |
| Turchia   | 25 – 19              | 29 – 23            | 20 – 23             |                    |

### Gruppo 2
| Pos. | Squadra    | Pt | G | V | N | P | GF  | GS  | DR  |
| ---- | ---------- | -- | - | - | - | - | --- | --- | --- |
| 1.   | Romania    | 10 | 6 | 5 | 0 | 1 | 181 | 151 | +30 |
| 2.   | Slovacchia | 10 | 6 | 5 | 0 | 1 | 168 | 136 | +32 |
| 3.   | Italia     | 4  | 6 | 2 | 0 | 4 | 168 | 176 | -8  |
| 4.   | Cipro      | 0  | 6 | 0 | 0 | 6 | 138 | 192 | -54 |

|            | Cipro (bandiera) | Italia (bandiera) | Romania (bandiera) | Slovacchia (bandiera) |
| ---------- | ---------------- | ----------------- | ------------------ | --------------------- |
| Cipro      |                  | 29 – 36           | 30 – 31            | 18 – 20               |
| Italia     | 34 – 28          |                   | 22 – 23            | 26 – 34               |
| Romania    | 36 – 19          | 34 – 29           |                    | 32 – 24               |
| Slovacchia | 35 – 14          | 28 – 21           | 27 – 25            |                       |

### Gruppo 3
| Pos. | Squadra     | Pt | G | V | N | P | GF  | GS  | DR  |
| ---- | ----------- | -- | - | - | - | - | --- | --- | --- |
| 1.   | Slovenia    | 10 | 6 | 5 | 0 | 1 | 200 | 150 | +50 |
| 2.   | Ucraina     | 9  | 6 | 4 | 1 | 1 | 193 | 184 | +9  |
| 3.   | Svizzera    | 5  | 6 | 2 | 1 | 3 | 178 | 176 | +2  |
| 4.   | Lussemburgo | 0  | 6 | 0 | 0 | 6 | 144 | 205 | -61 |

|             | Lussemburgo (bandiera) | Slovenia (bandiera) | Svizzera (bandiera) | Ucraina (bandiera) |
| ----------- | ---------------------- | ------------------- | ------------------- | ------------------ |
| Lussemburgo |                        | 16 – 36             | 23 – 28             | 34 – 38            |
| Slovenia    | 37 – 26                |                     | 33 – 30             | 35 – 23            |
| Svizzera    | 32 – 23                | 23 – 31             |                     | 31 – 32            |
| Ucraina     | 34 – 22                | 32 – 28             | 34 – 34             |                    |

### Gruppo 4
| Pos. | Squadra     | Pt | G | V | N | P | GF  | GS  | DR |
| ---- | ----------- | -- | - | - | - | - | --- | --- | -- |
| 1.   | Grecia      | 7  | 6 | 3 | 1 | 2 | 160 | 158 | +2 |
| 2.   | Paesi Bassi | 6  | 6 | 3 | 0 | 3 | 153 | 145 | +8 |
| 3.   | Israele     | 6  | 6 | 3 | 0 | 3 | 166 | 169 | -3 |
| 4.   | Belgio      | 5  | 6 | 2 | 1 | 3 | 158 | 165 | -7 |

|             | Belgio (bandiera) | Grecia (bandiera) | Israele (bandiera) | Paesi Bassi (bandiera) |
| ----------- | ----------------- | ----------------- | ------------------ | ---------------------- |
| Belgio      |                   | 30 – 30           | 29 – 28            | 28 – 22                |
| Grecia      | 31 – 25           |                   | 31 – 28            | 24 – 19                |
| Israele     | 27 – 25           | 31 – 24           |                    | 28 – 26                |
| Paesi Bassi | 27 – 21           | 25 – 20           | 34 – 24            |                        |

### Gruppo 5
| Pos. | Squadra              | Pt | G | V | N | P | GF  | GS  | DR  |
| ---- | -------------------- | -- | - | - | - | - | --- | --- | --- |
| 1.   | Bosnia ed Erzegovina | 10 | 6 | 5 | 0 | 1 | 164 | 155 | +9  |
| 2.   | Portogallo           | 8  | 6 | 4 | 0 | 2 | 168 | 154 | +14 |
| 3.   | Lettonia             | 4  | 6 | 2 | 0 | 4 | 165 | 159 | +6  |
| 4.   | Estonia              | 2  | 6 | 1 | 0 | 5 | 153 | 182 | -29 |

|                      | Bosnia ed Erzegovina (bandiera) | Estonia (bandiera) | Lettonia (bandiera) | Portogallo (bandiera) |
| -------------------- | ------------------------------- | ------------------ | ------------------- | --------------------- |
| Bosnia ed Erzegovina |                                 | 28 – 26            | 27 – 26             | 31 – 29               |
| Estonia              | 26 – 29                         |                    | 32 – 30             | 17 – 25               |
| Lettonia             | 21 – 23                         | 35 – 25            |                     | 24 – 26               |
| Portogallo           | 27 – 26                         | 35 – 27            | 26 – 29             |                       |

## Play-off
Le partite di andata si sono giocate tra il 7 e l'8 giugno 2014, quelle di ritorno tra il 14 e il 15 giugno.
| Squadra 1            | Totale  | Squadra 2   | Andata  | Ritorno |
| -------------------- | ------- | ----------- | ------- | ------- |
| Ungheria             | 51 – 54 | Slovenia    | 25 – 22 | 26 – 32 |
| Romania              | 45 – 52 | Svezia      | 24 – 25 | 21 – 27 |
| Polonia              | 54 – 52 | Germania    | 25 – 24 | 29 – 28 |
| Grecia               | 48 – 62 | Macedonia   | 25 – 27 | 23 – 35 |
| Serbia               | 44 – 48 | Rep. Ceca   | 23 – 15 | 21 – 33 |
| Russia               | 63 – 44 | Lituania    | 30 – 22 | 33 – 22 |
| Bosnia ed Erzegovina | 62 – 61 | Islanda     | 33 – 32 | 29 – 29 |
| Austria              | 56 – 54 | Norvegia    | 28 – 26 | 28 – 28 |
| Montenegro           | 52 – 57 | Bielorussia | 28 – 27 | 24 – 30 |